# Castel Henriette
Le Castel Henriette, aujourd’hui disparu, était une villa Art nouveau située 46 rue des Binelles à Sèvres, banlieue résidentielle à l'ouest de Paris, dans le département des Hauts-de-Seine.
Construite en 1899 par Hector Guimard (1867-1942), à la demande d'une riche veuve, cette demeure privée fut modifiée dès 1903 à la suite de l'effondrement de l'étroite tour qui la surmontait, puis peu à peu abandonnée dans l'entre-deux-guerres avant d'être démolie en 1969.
Aussi audacieuse dans ses formes qu'homogène dans son esprit, elle était particulièrement représentative des innovations architecturales et décoratives de son concepteur durant la période où s'épanouit précisément le « style Guimard ».
Si le discrédit frappant l'Art nouveau en France à partir des années 1920 a entraîné de nombreuses destructions, celle du Castel Henriette semble avoir paradoxalement contribué à relancer l'intérêt du public et des historiens d'art pour la vie et les œuvres subsistantes de son chef de file parisien.

## Historique du projet
L'année 1899 est pour Hector Guimard une année particulièrement productive.

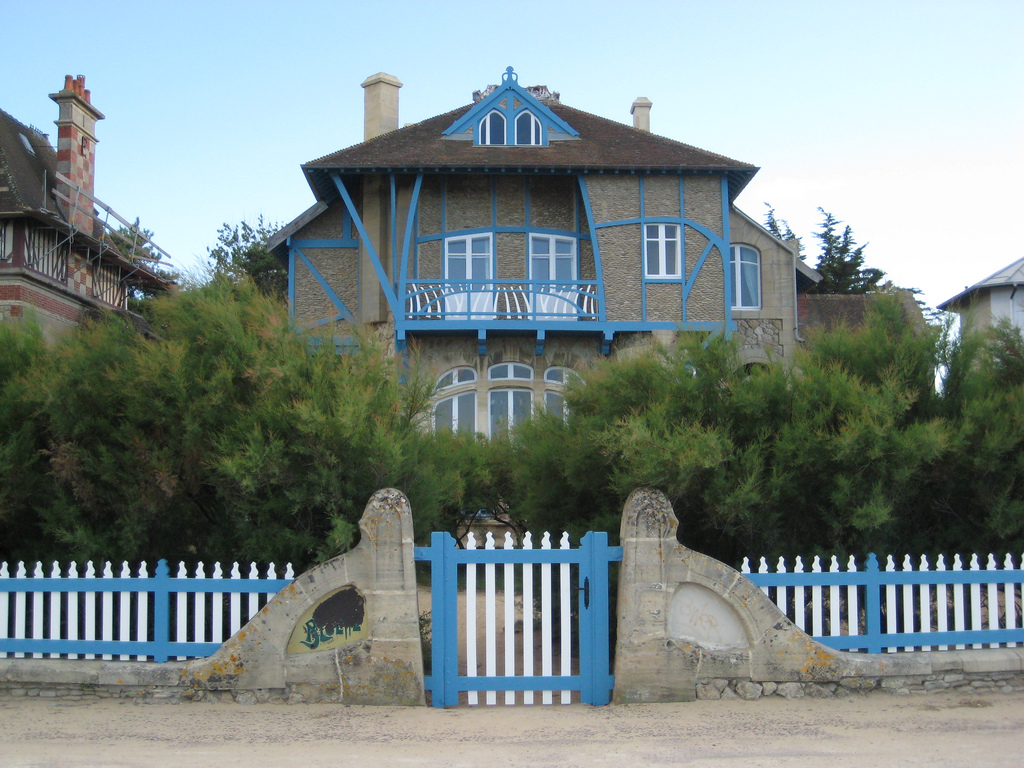
La maison la Bluette à Hermanville, contemporaine du Castel Henriette.

Au tournant du XXe siècle, Hector Guimard, âgé d'un peu plus de trente ans, est devenu un architecte de l'Art nouveau assez connu, notamment grâce au Castel Béranger, immeuble de rapport qu'il a achevé en 1898 dans le quartier d'Auteuil à Paris. S'il est très demandé dans le 16e arrondissement, sa clientèle s'est élargie et, en plus des cours qu’il dispense à l'École des arts décoratifs, il mène de front plusieurs chantiers, aussi bien dans la capitale que dans la banlieue ouest ou en province (maison Coilliot à Lille),.
En 1899, en particulier, déjà sollicité pour dessiner les accès et entrées du métro de Paris, Guimard travaille à la réalisation de la vaste salle de concert Humbert de Romans, tout en concevant plusieurs demeures de campagne qui libèrent son imagination des contraintes urbaines : la Bluette et la Sapinière à Hermanville-sur-Mer, le Castel Éclipse à Versailles (dessiné sinon réalisé), le Modern Castel à Garches, le Castel Henriette à Sèvres.
La commanditaire de ce dernier, Mme Caroline Hefty née Heuzey (1836-1907), est une veuve fortunée demeurant boulevard Suchet, à Paris, et désireuse de se faire bâtir une résidence secondaire à Sèvres, commune bourgeoise et tranquille du département de la Seine,. Elle donne les moyens de sa créativité à son architecte qui, selon l'idéal de l'Art nouveau, se fait aussi décorateur et conçoit l'extérieur et l'intérieur comme un tout harmonieux,. La maison sera baptisée d'après le deuxième prénom de la propriétaire — peut-être son prénom usuel — précédé, comme pour d'autres constructions de Guimard à cette même époque, du vocable moyenâgeux de « castel ».
Les documents manquent pour reconstituer l'évolution du projet et les étapes de sa construction, mais le Castel Henriette porte quelques traces (jambages, colombages) des villas de Garches ou d'Hermanville dont Guimard s'occupe au même moment.

## Reconstitution des lieux

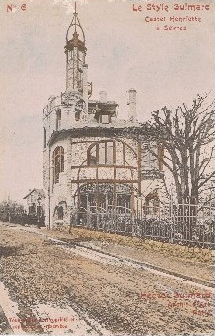
Le Castel Henriette vu de la rue des Binelles (avant 1903).

Des photographies et les archives d'Hector Guimard, conservées pour la plupart au musée d'Orsay, permettent de reconstituer l'allure voire, partiellement, l'agencement intérieur et la décoration du Castel Henriette.
Dans un quartier calme et arboré de Sèvres, « il faut imaginer, écrit l’historien de l'art Georges Vigne, un surprenant castelet repérable d'assez loin grâce à une tour étroite et élancée, couronnée par une haute structure lui donnant l'apparence d'une lanterne ». L'édifice est situé en bordure de la rue des Binelles, à l'angle de la rue Falconet, de façon à ce que puisse se déployer sur l'arrière un vaste jardin en pente douce, agrémenté d'un chalet et d'une grotte artificielle — sans compter un garage,,.

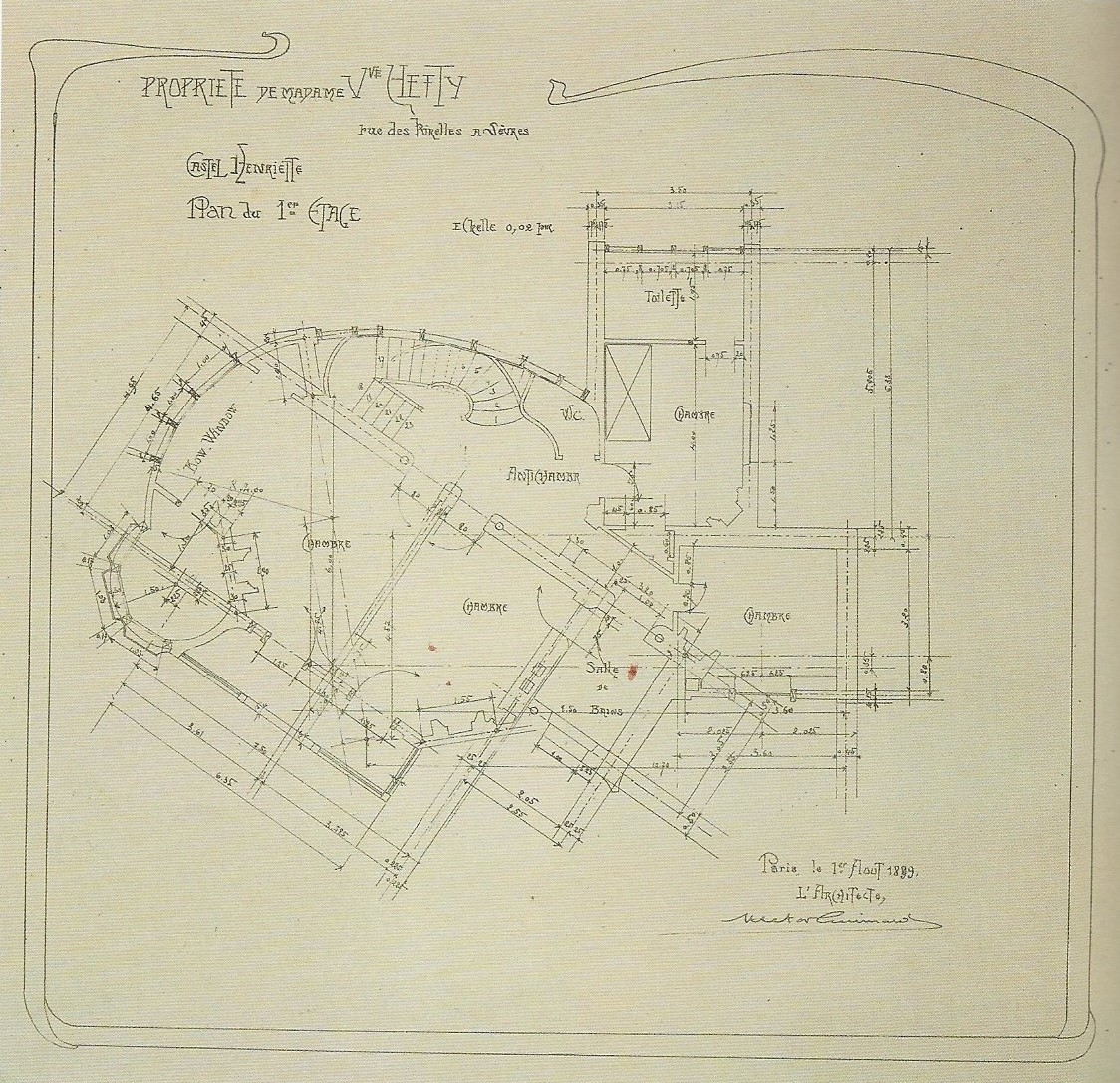
Plan du 1er étage du Castel Henriette dessiné par Guimard.

Indépendamment des combles et du campanile d'origine, la villa, assez petite, comporte selon ses parties un ou deux étages. De forme ramassée, en partie circulaire, elle est animée de plusieurs décrochements ainsi que d'ouvertures variées irrégulièrement réparties sur les pans de façades et les différents niveaux,. Le porche d'entrée est placé en angle et la façade sur la rue, relativement fermée, contraste avec celles qui donnent sur le jardin, percée de très larges baies. Le gros œuvre est réalisé en moellon, les toits en bâtière sont recouverts de tuiles à emboîtement
Dès 1903, probablement touchée par la foudre, la tour s'effondre. Guimard ne la relève pas mais transforme sa base en terrasse et en profite pour modifier quelques détails de la façade : il ferme un balcon au-dessus de la porte d'entrée, en crée un nouveau au second étage et redessine une fenêtre du premier en supprimant un encorbellement.
En continuateur des préceptes rationalistes d'Eugène Viollet-le-Duc et compte-tenu de l'espace relativement restreint dont il disposait, Hector Guimard aurait conçu pour l'intérieur des agencements fonctionnels, décentrant vers la façade l'étroite cage d'escalier (axe prolongé à l'origine par la tour) et réduisant les dégagements afin d'agrandir les pièces principales, salon et salle à manger au rez-de-chaussée, chambres à coucher au premier étage,. Selon un parti pris esthétique inauguré au Castel Béranger, il semble qu'il ait laissé visibles aux plafonds les poutrelles métalliques séparant les hourdis de plâtre.

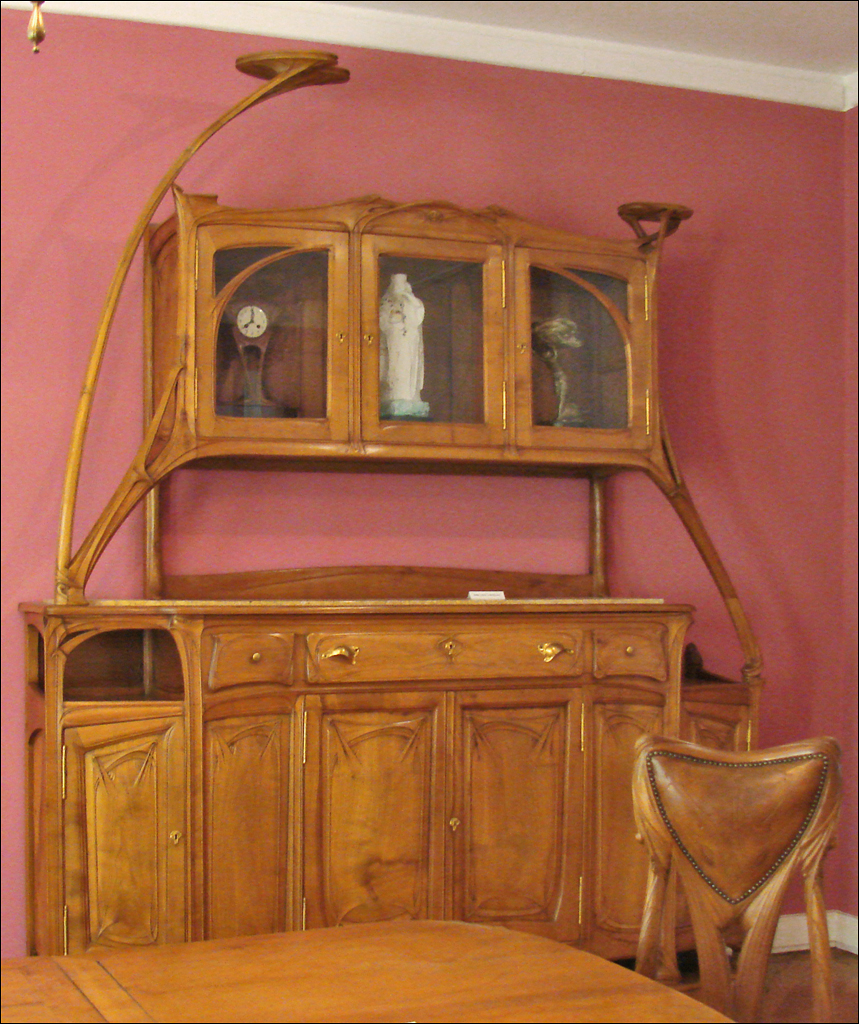
Meubles de la salle à manger du Castel Henriette, musée Bröhan, Berlin.

Dans l'idée d'une œuvre d'art totale ou de « l'art dans tout » typiques de l'Art nouveau, il a également dessiné les moindres détails, de la plaque de lave émaillée qui porte le nom de la résidence aux éléments du décor intérieur : sols en mosaïques, portes, cheminées, vitraux, motifs peints aux murs, revêtement en pierre de verre pour la salle de bains, ferronneries, et pour finir des meubles en harmonie avec la maison. Si le lit n'a peut-être pas en définitive été fabriqué, le mobilier de la salle à manger — une grande table, des chaises à entretoises obliques et deux buffets  en bois de cerisier — a été en partie conservé,.

## L'affirmation d’un style
Le Castel Henriette fut l'un des fleurons d'une phase où Hector Guimard s'est montré particulièrement inventif,.
De 1896 à 1903 — première période Art nouveau de Guimard, parfois dite « militante » — se confirment, à travers des édifices pourtant divers, l'unité comme l'originalité de son esthétique. Si la série des « castels » combine, selon une formule du spécialiste de l'Art nouveau Philippe Thiébaut, « onirisme des façades et rationalisme des plans », celui de Sèvres surprend à la fois par la diversité et par la dynamique continue des façades. Toutes différentes, elles semblent s'imbriquer de manière fluide grâce aux ouvertures, aux contrastes mesurés entre les matériaux, à des lignes architecturales donnant l'impression que les volumes cherchent à déborder de leurs limites en hauteur ou en largeur, ainsi qu'à des balcons qui ceinturent les différents niveaux tels des chemins de ronde, et portent la marque du graphisme inventif de Guimard,.
C'est semble-t-il la première fois dans l'œuvre du jeune architecte qu'est obtenue cette « continuité de façades particulièrement intéressante, chacune gardant son caractère propre ». D'après Philippe Thiébaut, le Castel Henriette offre de ce fait un brillant exemple du « mouvement giratoire » auquel est invité le regard : l'entrée principale placée à l'angle d'une structure orthogonale contribuerait à amorcer « les spirales ascendantes de l'élévation générale ». Et George Vigne conclut à « une folie passablement excentrique, où dominent des effets décoratifs sophistiqués, d'une virtuosité toute graphique ».
Un mouvement continu analogue aurait caractérisé l'intérieur du bâtiment, à partir de l'axe décentré de la tour et de la cage d'escalier : les espaces s'y seraient distribués à la manière d'un réseau, générant « des parois convexes et concaves, des angles aigus et obtus ». Considérant quant à lui les planchers-plafonds à poutrelles métalliques et hourdis de plâtre, l'historien d'art Claude Frontisi voit la modernité du « très médiéval Castel Henriette » dans la transposition à une habitation privée d'un principe de fabrication sérielle inauguré pour le Castel Béranger. Hector Guimard continue après cela dans la voie des innovations architecturales, mais en épurant peu à peu son style et en confiant de plus en plus le décor aux matériaux de construction.

## Destinée de l'édifice
Le Castel Henriette se retrouve assez vite à l'abandon et ses défenseurs ne pourront empêcher sa démolition en 1969.

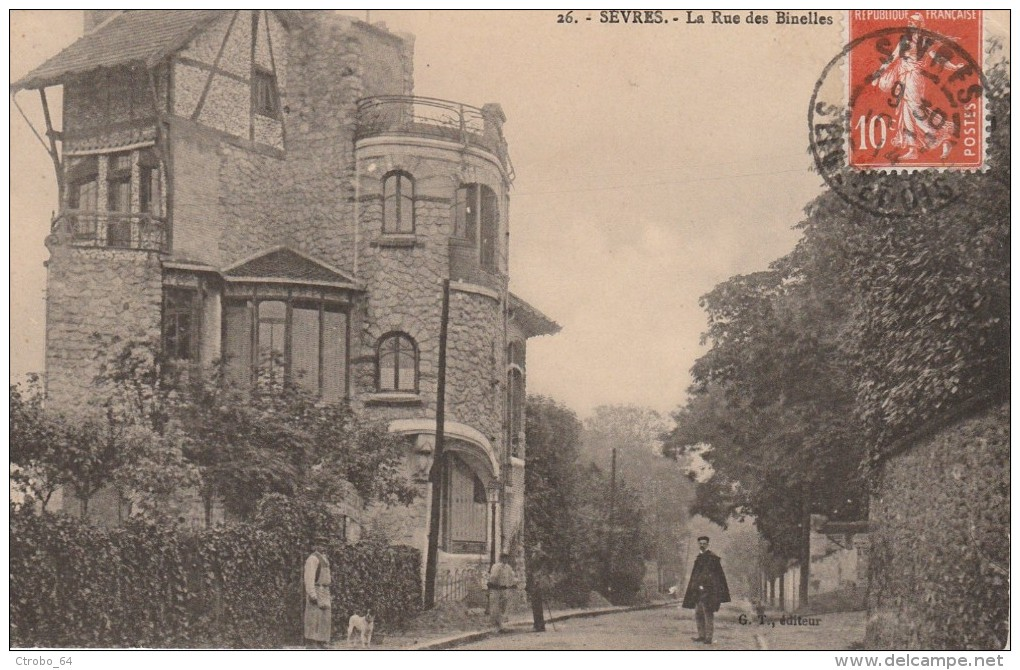
Le Castel Henriette en 1914.

L'originalité de l'édifice explique qu'il fut, dès 1900 et tant qu'il resta debout, un but de promenade pour les riverains. Mme Hefty — que des photographies montrent souriante au balcon de sa chambre ou assise avec son architecte dans la salle à manger ou sur la terrasse côté jardin — n'en jouit toutefois pas longtemps : des feuilles d'imposition datant de 1905 attestent que la villa avait déjà changé de propriétaire. Dès la Première Guerre mondiale, c'est devenu une Maison familiale d'éducation — qui édite d'ailleurs quatre cartes postales donnant une idée de certaines pièces — et après 1945, les lieux demeurent longtemps inoccupés.
L'Art nouveau est alors complètement tombé en désuétude et l'histoire de l'art s'en désintéresse — à l'inverse de certains cinéastes qui, dans les années 1960 en tout cas, apprécient l'aspect « fin de siècle » du Castel Henriette et le louent pour y tourner quelques scènes : La Ronde de Roger Vadim, Quoi de neuf, Pussycat ? de Clive Donner ou encore La Métamorphose des cloportes de Pierre Granier-Deferre permettent ainsi d'en entrevoir furtivement l'intérieur et des éléments de décor disparus ensuite,. Dès les années 1930, a fortiori après la Seconde Guerre mondiale et dans la capitale, la pression immobilière a déjà entraîné des destructions massives de bâtiments Art nouveau, dont la moitié à peu près des œuvres d'Hector Guimard, et ce en dépit des efforts conjugués de son ami Auguste Bluysen, de sa veuve Adeline Guimard et de divers comités de défense,.
Les admirateurs du Castel Henriette se sont mobilisés assez tôt mais malgré un documentaire sur l'œuvre de Guimard, une campagne de presse et un recours auprès d'André Malraux, alors ministre d'État chargé des Affaires culturelles, la démolition commence le 12 mars 1969. Comme ce n'est pas encore entré dans l'usage, aucun reportage photographique n'est effectué : seuls seront sauvés quelques accessoires et pièces de mobilier visibles au musée d'Orsay ou au musée Bröhan de Berlin. Il n'empêche que cette destruction — ainsi que celle, à Vaucresson, de la dernière villa édifiée par Guimard (« La Guimardière », 1930) — semble avoir provoqué un sursaut et constitué le point de départ de la redécouverte de l'œuvre d'Hector Guimard et des études sur sa vie et son art.